# Forcipomyia gripha
Forcipomyia gripha är en tvåvingeart som beskrevs av Art Borkent 1997. Forcipomyia gripha ingår i släktet Forcipomyia och familjen svidknott. Inga underarter finns listade i Catalogue of Life.